# Necati Er
Necati Er (* 24. Februar 1997 in Samsun) ist ein türkischer Leichtathlet, der sich auf den Dreisprung spezialisiert hat. 2019 wurde er mit türkischem Nationalrekord U23-Europameister.

## Sportliche Laufbahn
Necati Er stammt aus dem Norden der Türkei. 2013 trat er erstmals bei nationalen Juniorenmeisterschaften an, bei denen er die Silbermedaille im Dreisprung gewann. Beim Europäischen Olympischen Jugendfestival in Utrecht 2013 belegte er mit 14,02 m den siebten Platz. 2015 wurde er türkischer Juniorenmeister im Weitsprung und konnte sich zudem für die U20-Europameisterschaften in Eskilstuna qualifizieren. Mit 15,34 m scheiterte er in der Qualifikation und belegte den 14. Platz. Ein Jahr später scheiterte er auch bei den U20-Weltmeisterschaften in der Qualifikation.
2017 wurde er Neunter bei den U23-Europameisterschaften, die wie ein Jahr zuvor die Weltmeisterschaften im polnischen Bydgoszcz stattfanden. 2018 trat er bei den Europameisterschaften in Berlin an. In der Qualifikation sprang er 16,26 m, mit denen er den 18. Platz belegte. 2018 wurde er zudem erstmals türkischer Hallenmeister bei den Erwachsenen. Im Frühjahr 2019 belegte er den 14. Platz bei den Halleneuropameisterschaften in Glasgow. Im Juli konnte er mit dem Sieg bei den U23-Europameisterschaften in Gävle seinen bislang größten sportlichen Erfolg feiern. Mit 17,37 m stellte er zudem einen neuen türkischen Nationalrekord auf. Im Oktober gelang ihm beim Saisonhöhepunkt, den Weltmeisterschaften in Doha, der Einzug ins Finale. Dort belegte er mit 16,34 m den elften Platz. 2021 schied er bei den Halleneuropameisterschaften in Toruń mit 16,17 m in der Qualifikation aus. Anschließend qualifizierte er sich zum ersten Mal für die Olympischen Sommerspiele. In Tokio sprang er in der Qualifikation Saisonbestleistung und erreichte damit das Finale, in dem er mit erneuter Verbesserung auf 17,25 m den sechsten Platz belegte.
2022 gewann Er seinen ersten nationalen Meistertitel im Weitsprung, wobei er sich auf 8,02 m steigerte. Kurz darauf trat er, wiederum im Dreisprung, bei den Mittelmeerspielen in Algerien an, verpasste als Vierter allerdings eine Medaille. Anschließend belegte er bei derselben Veranstaltung den fünften Platz im Weitsprung. Im August trat er bei den Europameisterschaften in München an, brachte allerdings in der Qualifikation keinen gültigen Versuch zustande und schied aus. 2023 trat Er Anfang August bei den Summer World University Games im chinesischen Chengdu an, wo er mit Saisonbestleistung von 16,83 m die Silbermedaille gewinnen konnte. Zwei Wochen später trat er in Budapest bei den Weltmeisterschaften an, wo er in der Qualifikation scheiterte.
Necati Er wurde 2018 türkischer Hallenmeister im Dreisprung. 2022 und 2023 wurde er türkischer Meister im Freien.

## Wichtige Wettbewerbe
| Jahr               | Veranstaltung                                  | Ort                | Platz              | Disziplin          | Weite/Zeit         |
| Startet für Türkei | Startet für Türkei                             | Startet für Türkei | Startet für Türkei | Startet für Türkei | Startet für Türkei |
| ------------------ | ---------------------------------------------- | ------------------ | ------------------ | ------------------ | ------------------ |
| 2013               | Europäisches Olympisches Sommer-Jugendfestival | Utrecht            | 7.                 | Dreisprung         | 14,02 m            |
| 2015               | U20-Europameisterschaften                      | Eskilstuna         | 14.                | Dreisprung         | 15,34 m            |
| 2016               | U20-Weltmeisterschaften                        | Bydgoszcz          | 29.                | Dreisprung         | 15,02 m            |
| 2017               | U23-Europameisterschaften                      | Bydgoszcz          | 9.                 | Dreisprung         | 15,82 m            |
| 2018               | Europameisterschaften                          | Berlin             | 18.                | Dreisprung         | 16,26 m            |
| 2019               | Halleneuropameisterschaften                    | Glasgow            | 14.                | Dreisprung         | 16,21 m            |
| 2019               | U23-Europameisterschaften                      | Gävle              | 1.                 | Dreisprung         | 17,34 m            |
| 2019               | Weltmeisterschaften                            | Doha               | 11.                | Dreisprung         | 16,34 m            |
| 2021               | Halleneuropameisterschaften                    | Toruń              | 10.                | Dreisprung         | 16,17 m            |
| 2021               | Olympische Sommerspiele                        | Tokio              | 6.                 | Dreisprung         | 17,25 m            |
| 2022               | Mittelmeerspiele                               | Oran               | 4.                 | Dreisprung         | 16,52 m            |
| 2022               | Mittelmeerspiele                               | Oran               | 5.                 | Weitsprung         | 7,76 m             |
| 2022               | Europameisterschaften                          | München            |                    | Dreisprung         | o.g.V.             |
| 2023               | Summer World University Games                  | Chengdu            | 2.                 | Dreisprung         | 16,83 m            |
| 2023               | Weltmeisterschaften                            | Budapest           | 16.                | Dreisprung         | 16,59 m            |

## Persönliche Bestleistungen
- Weitsprung: 8,02 m, 25. Juni 2022, Bursa
  - Weitsprung (Halle): 7,72 m, 30. Januar 2021, Istanbul
- Dreisprung: 17,37 m, 14. Juli 2019, Gävle, (türkischer Rekord)
  - Dreisprung (Halle): 16,61 m, 18. Januar 2018, Istanbul

## Sonstiges
Der türkische Rekord von 17,37 m wurde bis Sommer 2019 vom türkisch-ukrainischen Athleten Şeref Osmanoğlu mit 16,85 m gehalten, der diese Weite 2016 aufstellte. Osmanoğlus Bestleistung von 17,72 m zählt nicht als türkischer Rekord, da er damals noch für die Ukraine startete.